# Herbert Huntington Smith
Pour les articles homonymes, voir Herbert Smith, Huntington et Smith.
Herbert Huntington Smith est un naturaliste américain, né le 21 janvier 1851 à Manlius et mort le 22 mars 1919.

## Biographie
Il est le fils de Charles Smith et de Julia Maria née Huntington. Il étudie à l’université Cornell de 1868 à 1872. Il se marie avec Amelia Woolworth ("Daisy") Smith le 5 octobre 1880.
Smith est principalement connu pour ses voyages d’exploration et ses nombreuses récoltes de spécimens que l’on estime au nombre de 50 000. Il est au Brésil en 1871, de 1873 à 1877, de 1881 à 1886, dans les Caraïbes de 1890 à 1895 où il travaille pour la West Indies Commission of Ray Society, au Mexique en 1889 pour le compte de la Biologia Centrali-Americana, en Colombie de 1898 à 1901. De 1896 à 1898, il est le conservateur du Muséum Carnegie de Pittsburgh puis conservateur du Muséum d’histoire naturelle de l'Alabama à partir de 1910.
Smith est notamment l’auteur de Brazil, the Amazons and the coast (S. Low, Marston, Searle and Rivington, Londres, 1880), Do Rio de Janeiro á Cuyabá (1886, en portugais), His Majesty’s sloop, Diamond Rock (Houghton, Mifflin and company, Boston et New York, 1904).

## Source
- Allen G. Debus (dir.) (1968). World Who’s Who in Science. A Biographical Dictionary of Notable Scientists from Antiquity to the Present. Marquis-Who’s Who (Chicago) : xvi + 1855 p.